# تولید رضایت
تولید رضایت: اقتصاد سیاسی رسانه‌های جمعی (به انگلیسی: Manufacturing Consent: The Political Economy of the Mass Media) اثری از ادوارد اس. هرمن و نوآم چامسکی است که در ۱۹۸۸ منتشر شد و مدعی است رسانه‌های ارتباط جمعی در آمریکا، «مؤسسه‌های ایدئولوژیک مؤثر و مقتدری هستند که با اتکا بر نیروهای بازار، مفروضات درونی‌شده و خودسانسوری؛ دوری جستن از اعمال آشکار اجبار و به وسیلهٔ مدل پروپاگاندای ارتباطات، در نقش تبلیغات‌چی و حامی سیستم ظاهر می‌شوند». عبارت «تولید رضایت» که در عنوان کتاب آمده‌است، اولین بار در کتاب افکار عمومی اثر والتر لیپمن در ۱۹۲۲ استفاده شد.
این کتاب با عنوان فیلترهای خبری ترجمهٔ تژا میرفخرایی توسط انتشارات مؤسسهٔ فرهنگی مطبوعاتی ایران در سال ۱۳۷۷ منتشر شد.